# Offenbach an der Queich
Pour les articles homonymes, voir Offenbach (homonymie).
Offenbach an der Queich est une municipalité et chef-lieu de la Verbandsgemeinde Offenbach an der Queich, dans l'arrondissement de la Route-du-Vin-du-Sud, en Rhénanie-Palatinat, dans l'ouest de l'Allemagne.